# Marta Abba
Pour les articles homonymes, voir Abba (homonymie).
Marta Abba (née le 25 juin 1900 à Milan en Italie et morte le 24 juin 1988 dans la même ville) est une actrice italienne de théâtre et de cinéma, égérie de Luigi Pirandello.

## Biographie
Après une formation à l'Accademia dei Filodrammatici, Marta Abba a travaillé souvent avec Luigi Pirandello, contribuant aux succès de ses œuvres. Elle a joué en particulier en 1923 le rôle d'Ersilia dans Vêtir ceux qui sont nus, et celui de l'inconnue en 1929 dans Comme tu me veux. Le même auteur dramatique a écrit pour elle, en 1932, la pièce Se trouver. Elle a été sa compagne et son inspiratrice, et ils ont également eu une importante correspondance épistolaire.
Capable de jouer indifféremment en italien, anglais ou français, elle est également retenue comme actrice principale par Max Reinhardt ou par la Compagnie Grandi Spettacoli d'Arte de Guido Salvini. Elle inclut dans son répertoire les pièces de Gabriele D'Annunzio, ou encore celles de Carlo Goldoni.
Elle quitte la scène en 1938, puis fait quelques rares retours sur les planches dans les années 1950.

## Filmographie
- 1933 : Il caso Haller de Alessandro Blasetti : La Rossa
- 1934 : Teresa Confalonieri de Guido Brignone : Teresa Confalonieri

## Théâtre
- 1932 : Se trouver de Luigi Pirandello, pièce écrite pour la comédienne Marta Abba.
- 1935 : Hommage des acteurs à Pirandello : L'homme, la bête et la vertu de Luigi Pirandello, Théâtre des Mathurins